# Murder at Monte Carlo
Pour plus de détails, voir Fiche technique et Distribution.
Murder at Monte Carlo est un film britannique réalisé par Ralph Ince, sorti en 1935.

## Fiche technique
- Titre : Murder at Monte Carlo
- Réalisation : Ralph Ince
- Scénario : Michael Barringer et John Hastings Turner d'après le livre de Tom Van Dycke.
- Production : Irving Asher
- Société de production : Warner Bros. Pictures
- Photographie : Basil Emmott
- Pays de production :  Royaume-Uni
- Format : Noir et blanc - 1,33:1 - Mono
- Genre : Drame
- Durée : 70 minutes
- Date de sortie :
  - Royaume-Uni : Janvier 1935

## Distribution
- Errol Flynn : Dyter
- Eve Gray : Gilian
- Paul Graetz : Dr Heinrich Becker
- Molly Lamont : Margaret Becker
- Ellis Irving : Marc Orton
- Laurence Hanray : Collum
- Henry Victor : Major